# Émile Basly
Pour les articles homonymes, voir Basly.
Émile Basly, né le 29 mars 1854 à Valenciennes, et mort le 11 février 1928 à Lens, à l'âge de 74 ans, est un syndicaliste et homme politique français. Une des grandes figures du syndicalisme dont il est l'animateur et le pilier pendant vingt ans dans le bassin minier du Nord-Pas-de-Calais, avec Arthur Lamendin, il fait ensuite une carrière politique à Lens, où son nom est indissociable de la ville, et passe à la postérité pour avoir inspiré à Émile Zola le personnage d'Étienne Lantier dans Germinal.

## Biographie

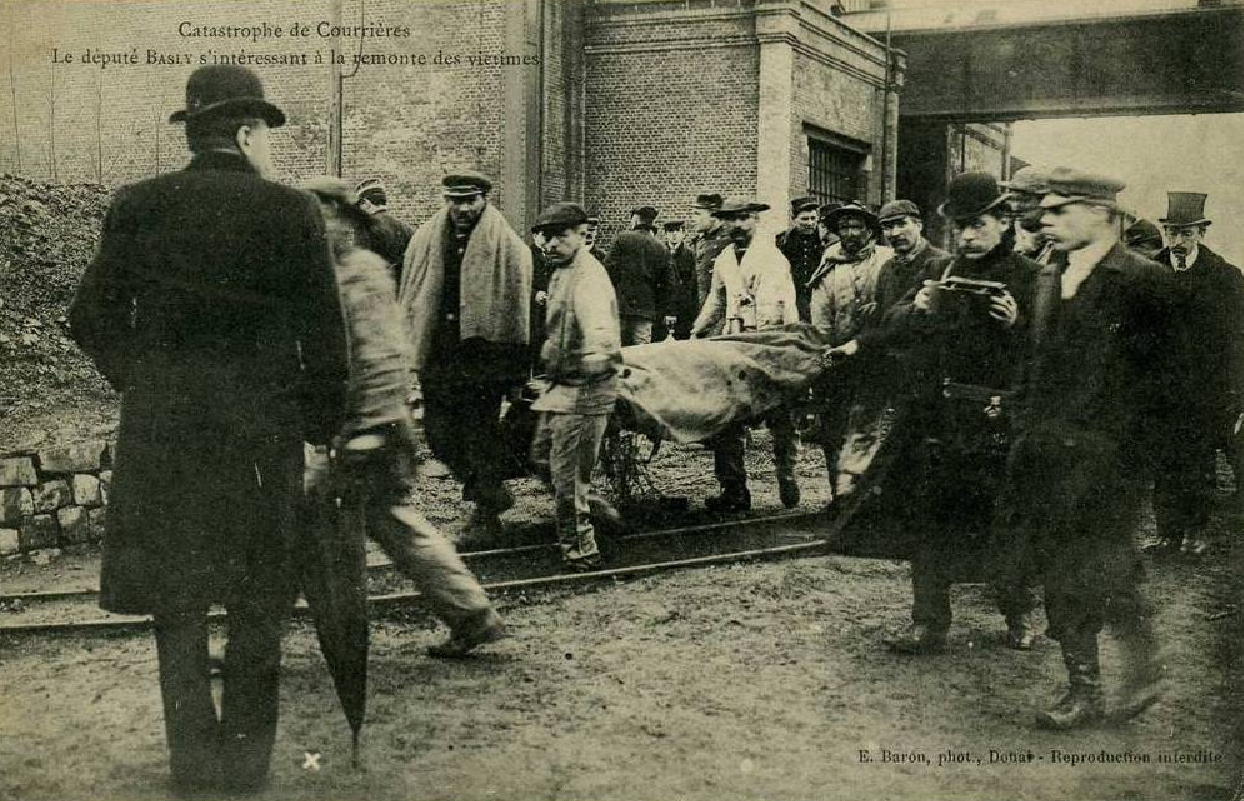
Le député Basly lors de la remontée des victimes de la catastrophe de Courrières.

Émile Joseph Basly naît dans une famille modeste de Valenciennes. Son père est tonnelier, sa mère hercheuse dans les mines. Ils meurent prématurément en 1864. Ainsi orphelin à dix ans, il est pris en charge par les sœurs de l'hospice de Valenciennes puis confié à une famille de mineurs de Denain. Dès l'âge de douze ans il est engagé comme « galibot » (jeune mineur), puis hercheur à 15 ans, puis mineur de fond; il sera 18 ans mineur de fond. Proche des protestants baptistes et révolté contre les conditions de travail indignes, il prend goût pour le militantisme, jusqu'à devenir l'un des chefs de file des revendications au sein de la puissante Compagnie des mines d'Anzin. Il est renvoyé après une grève en 1880 dont il est l'un des inspirateurs et l'animateur. Il travaille alors dans le café de sa première femme, L'Estaminet à Anzin, qui devient le lieu de réunion des mineurs contestataires, et où il prend goût à la politique.

### Syndicalisme

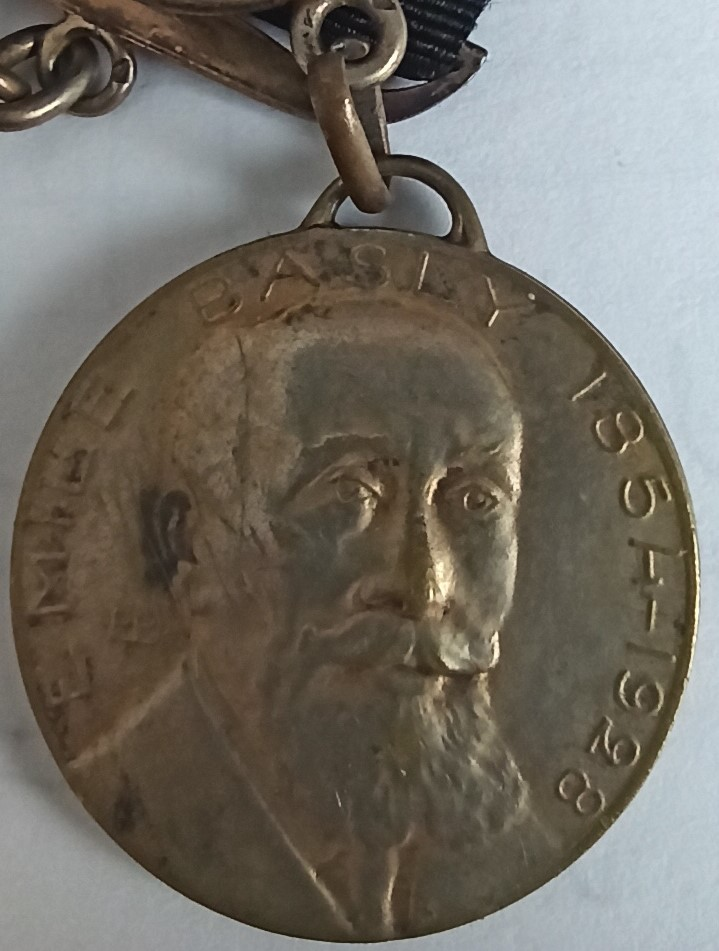
Médaille commémorative des 40 ans d'Émile Basly comme président du syndicat des mineurs du Pas-de-Calais - 1928, verso.

Intelligent, actif, ambitieux, on le remarque et il devient secrétaire du syndicat des mineurs d'Anzin à sa création en 1883. Il est alors délégué par les mineurs du Nord au congrès des mineurs de Saint-Étienne (création de la Fédération nationale des travailleurs du sous-sol) et il en soutient avec force les revendications. A cette époque, le syndicalisme n'est pas encadré par la loi, puis il devient secrétaire général permanent de la chambre syndicale, président en 1891. Il s'illustre pendant la grande grève des mineurs d'Anzin de 1884 et est surnommé « le Mineur indomptable ». Il vient présenter à Paris devant la commission parlementaire spéciale désignée sur ce sujet, les revendications des grévistes. Émile Zola, en repérage pour un roman sur la mine, le rencontre et s'inspire de sa verve pour créer le personnage d'Étienne Lantier dans Germinal. Comme dans le livre, la grève se solde par un échec, mais elle a eu tendance à renforcer l'aura d'Émile Basly. Toutefois l'échec de la grève l'a déçu et le conduit à commencer d'envisager la politique, à laquelle il a pris goût dans l'estaminet de sa première femme.
Il joue un rôle moteur dans la grève de 1891, il y prône la discussion, le dialogue. Son attitude va contribuer à conduire aux « conventions d'Arras » de 1891, embryon des futures conventions collectives qui resteront uniques en France avant 1914.

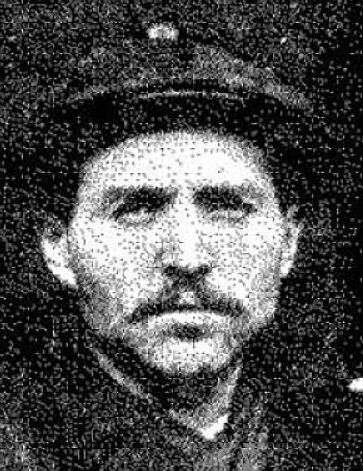
Benoît Broutchoux.

Benoît Broutchoux, secrétaire de l'Union syndicale des mineurs du Pas-de-calais, dénonçait en juillet 1908 la volonté des francs-maçons d'accaparer le mouvement syndical en s'emparant de la Confédération générale du travail. Charles Delzant écrivait en 1908 : « La Franc-Maçonnerie influence de façon néfaste tous les mouvements syndicaliste du Nord, où elle pèse sur le Parti socialiste et sur les syndicats. Delesalle en est un membre très influent et Desmons est vénérable, c'est dire que le Réveil est aux frères. Dans tout le Nord de la France et le Pas-de-Calais, les correspondants du Réveil, quelque peu influents, ont été franc-maçonnisés. Émile Basly et tous ses valets en sont. Émile Basly appartenait à la Loge Union et travail de Lens. »

### Le député
Souhaitant agir au niveau politique national, le syndicaliste dont la notoriété a grandi grâce à ses interventions dans des réunions publiques, se présente aux élections législatives. Il est député de Paris de 1885 à 1889, élu de justesse au second tour, sur la liste radicale, et siège à l'extrême-gauche. Il s'était présenté en même temps à Denain mais n'y a pas été élu. Lors de la grève de Decazeville en 1886, il prend publiquement position pour les mineurs, au point d'émouvoir certains sénateurs estimant ses prises de position dangereuses. Dès ce premier mandat il défend l'idée de la réduction de la journée de travail à 8 heures par jour pour les mineurs, ce qui ne sera voté qu'en 1919  pour tout le monde (Loi des huit heures), et participe activement à de nombreux débats.
Au élections générales de 1889, il est battu dans un scrutin très serré au second tour, dans la deuxième circonscription du XIIIe arr. de Paris, avec 5 774 voix contre 5 806 pour son concurrent Paulin Méry candidat révisionniste. Il échoue également en 1890, le premier scrutin ayant été annulé.
Appelé à Lens par Arthur Lamendin, député du Pas-de-Calais, après un parachutage en douceur, il s'impose, est élu dès le premier tour en 1891, et se fait élire sans discontinuer de 1891 à 1928, jusqu'à sa mort, soit pendant 37 ans, représentant la circonscription de Béthune puis de Lens-Liévin, à chaque fois au premier tour. Il siège à l'extrême-gauche en 1891 puis dans le groupe parlementaire socialiste (SFIO) à partir de 1905 ; il succède à Lamendin, chef du puissant syndicat des mineurs du Pas-de-Calais, élu sénateur.
Son premier geste de député en 1891 consiste à déposer une proposition de loi limitant à huit heures la journée de travail dans les mines, et il reviendra plusieurs fois avec opiniâtreté tout au long de sa longue carrière de parlementaire sur le sujet.
Il intervient à la Chambre sur tous les sujets liés aux mineurs en particulier et aux travailleurs en général : durée du travail, conciliation dans les conflits sociaux, accidents du travail, syndicats...
Il fait des interventions remarquées après la catastrophe de Courrières en 1906 dans lesquelles il fustige les compagnies minières et le gouvernement et continuera d'intervenir sur de nombreux sujets, même si après la première guerre mondiale, la reconstruction de sa ville absorbe une grande part de son énergie et de son temps.

### Le maire

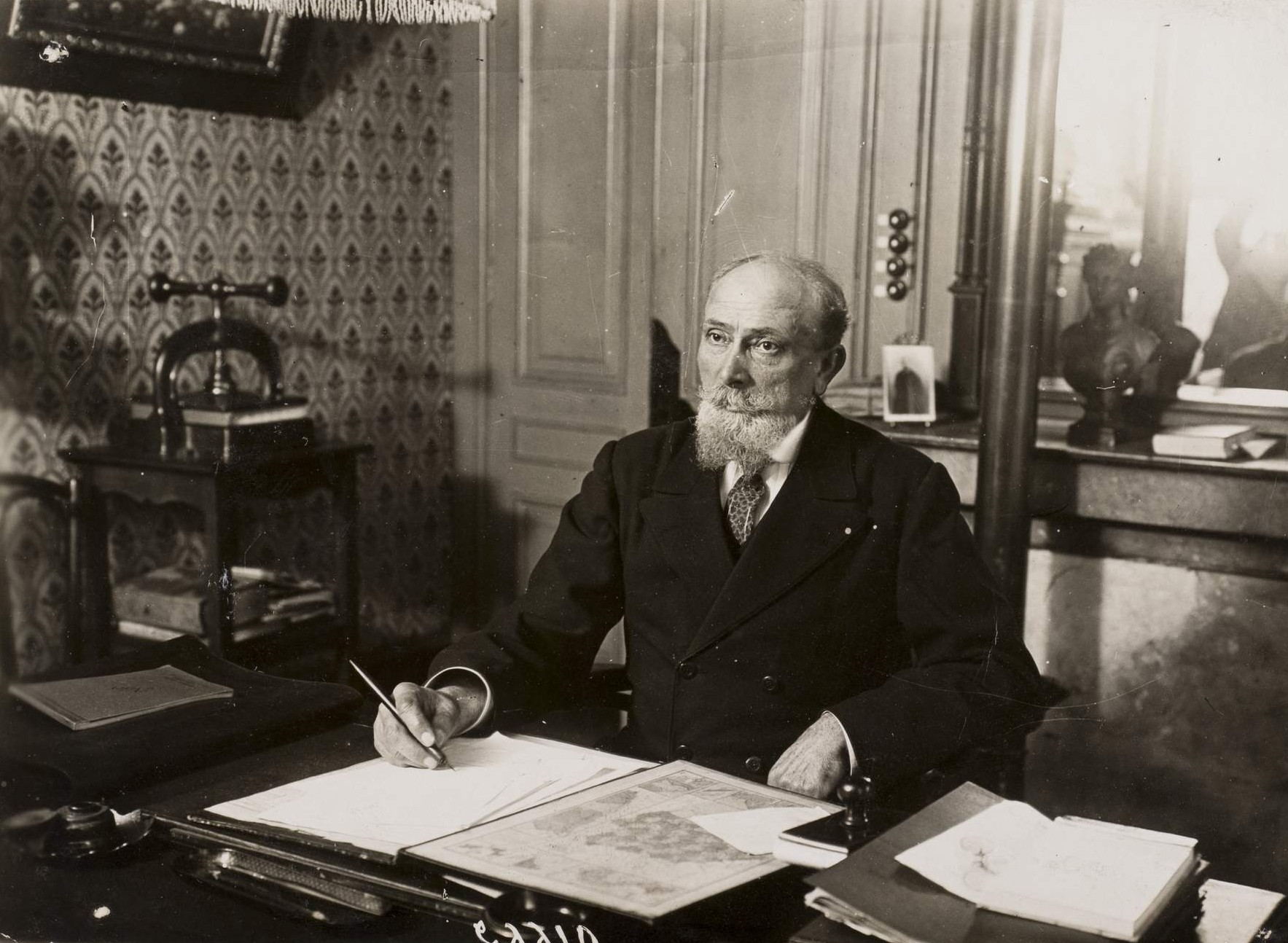
Émile Basly, député-maire de Lens.

Il est maire de Lens à partir de 1900 et le reste jusqu'à sa mort, y gagnant le surnom de « tsar de Lens ». Cette élection constitue un tournant dans sa vie politique, même s'il continue de jouer un rôle clé dans le mouvement ouvrier. La Première Guerre mondiale impose une épreuve très dure à sa ville, située sur la ligne de front, lieu de combats féroces, de pillages et de sabotages, puis d'une occupation dure qu'il racontera dans un livre. Il se dévoue à la population. En 1917, il est évacué vers la Belgique. Il fait partie des otages faits par les Allemands. Il revient, éprouvé, par Évian-les-bains. Son attitude pendant la guerre lui vaut le 18 septembre 1917, une ovation unanime de ses collègues députés lorsqu'il revient au Palais Bourbon. De retour dans sa ville, il entreprend la reconstruction de Lens, dévastée par les bombardements notamment britanniques, il y consacre ses dix dernières années et y retrouve du prestige. Son action municipale est reconnue par tous, sous ses mandats, Lens se modernise, la desserte et la voirie s'améliorent, les équipements collectifs (écoles, crèche, hôpital, etc.) se développent.

### Le socialiste
Devenu notable, Émile Basly affirme sa prééminence. Il s'oppose au Parti ouvrier français de Jules Guesde, crée en 1900 une fédération autonome socialiste dans la région Nord-Pas-de-Calais. Il avance des idées réformistes, anti marxistes. En 1905, il rejoint le groupe parlementaire de la S.F.I.O. à l'Assemblée nationale.
Il doit faire face à diverses oppositions dont celle de Benoît Broutchoux qui conteste le vieux syndicat et son leader vieillissant Émile Basly, lequel se retrouve plus éloigné de ses « proches » politiques et syndicalistes, et semble perdre peu à peu le contact au contraire d'Arthur Lamendin, toujours facilement réélu.
À sa mort le 24 février 1928, de nombreuses et ferventes manifestations ont lieu, les Lensois et toute la communauté des mineurs tiennent à lui témoigner du respect et de la reconnaissance.

## Hommages
De nombreuses voies dans la région où Basly a vécu portent son nom, dont le principal boulevard de Lens.
La Société des nouvelles usines céramiques du Nord, basée à Saint-Amand-les-Eaux, a produit vers 1910, un pichet figurant Basly en tenue de mineur, son portefeuille de député sous le bras.
Une statue monumentale d'Émile Basly placée route d'Arras a été inaugurée en 1933 par Léon Jouhaux et Léon Blum. Cachée durant la guerre pour échapper à la réquisition du bronze par les troupes d'occupation, elle a été replacée au croisement de l'avenue Alfred-Maës avec la rue Albert-Camus.

## Distinctions
Émile Joseph Basly est fait chevalier de la légion d'honneur par décret du 14 septembre 1919 du ministère de l'Intérieur pour prendre date au 15 octobre 1919. la citation suivante  a été insérée au Journal Officiel  du 24 octobre 1918 : «Titres exceptionnels. Demeuré en pays occupé, a assuré d'une façon remarquable et un dévouement de tous les instants le fonctionnement des services municipaux. Par ses appels à la population, a maintenu la confiance dans les plus critiques. Au cours de l'occupation de Lens, sa ferme attitude en a imposé à l'ennemi et l'exemple de son énergie a contribué à conserver le calme de la population et a raffermi les courages ».

## Basly en chansons
Émile Basly apparaît au moins dans deux chansons satiriques de Mac-Nab. En 1886, au cinquième couplet de sa chanson L'Expulsion, et en 1887, au troisième couplet de la célèbre chanson : Le Grand métingue du Métropolitain :

« Y avait Basly, l'mineur indomptable,
Camélinat, 
l'orgueille du pays…
Ils sont grimpés tous deux sur une table,
Pour mettre la question sur le tapis. »

En 1891, Basly apparaît dans La Nouvelle Marseillaise des mineurs, hymne revendicatif écrit par le mineur Séraphin Cordier.
Son refrain est :

« Courage, les mineurs ;
Espoirs, séchons nos pleurs ;
Basly, Basly nous défendra,
Basly nous vengera. »

## Publications
- Le Martyre de Lens, trois années de captivité, Plon, 1918, 282 p. Texte en ligne disponible sur Lillonum

### Iconographie
- Augustin Lesieux (1877-1964) : Monument à Émile Basly (1933), avenue Alfred-Maës, rue Albert-Camus à Lens, inscrit aux monuments historiques en 2009[9] ;